# Dendrocopos himalayensis
Dendrocopos himalayensis là một loài chim trong họ Picidae.
Loài chim này được tìm thấy ở các khu vực phía bắc của tiểu lục địa Ấn Độ, chủ yếu là dãy Himalaya và một số khu vực liền kề, và các phạm vi trên khắp Afghanistan, Ấn Độ, Nepal, Bhutan và Pakistan. Môi trường sống tự nhiên của loài này là rừng nhiệt đới và rừng ôn đới. Liên minh Bảo tồn Thiên nhiên Quốc tế đã đánh giá tình trạng bảo tồn của nó là "loài ít quan tâm"

## Hình ảnh

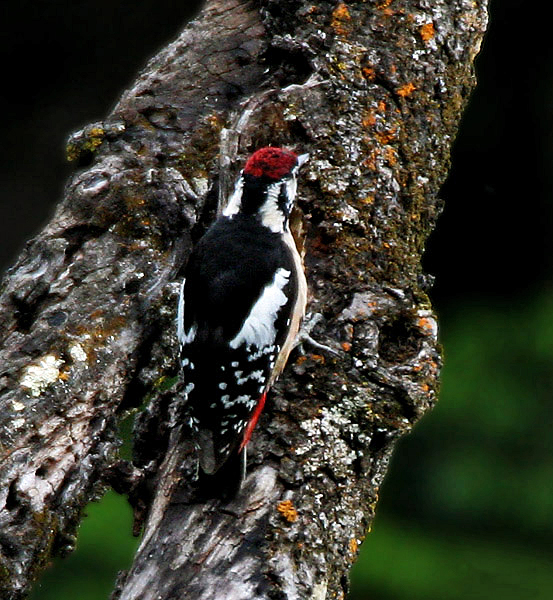
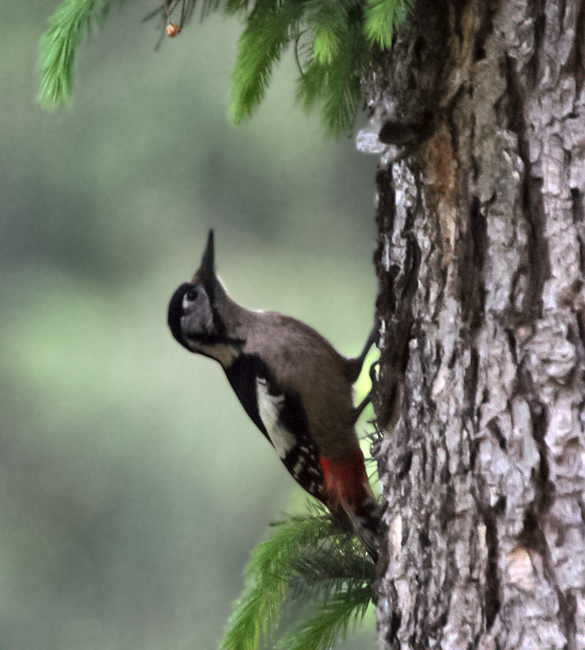
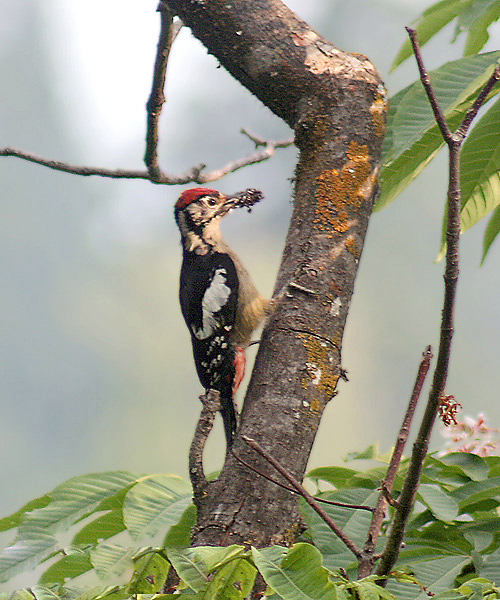